# Култура на Турция
Културата на Турция съчетава силно разнообразен и разнороден набор от елементи, извлечени от различните култури на източносредиземноморския регион (западноазиатския) и централноазиатския регион, източноевропейските и кавказките традиции. Много от тези традиции първоначално са обединени по време на Османската империя, многоетническа и многорелигиозна държава.
През първите години на републиката правителството инвестира голямо количество ресурси в изобразително изкуство като живопис, скулптура и архитектура. Това е направено с цел модернизация, но също така и на създаване на културна идентичност. Поради различните исторически фактори, определящи турската идентичност, културата на Турция съчетава усилия за модернизация и вестернизация, предприети в различна степен от 1800-те години насам, като едновременно поддържа традиционните религиозни и исторически ценности. Поредица от радикални реформи, в които централно място е вярата, са предприети след Първата световна война. Промените в политическата, правната, религиозната, културната, социалната и икономическата политика са предназначени да превърнат новата Република Турция в светска, модерна национална държава. Тези промени са осъществени под ръководството на Мустафа Кемал Ататюрк.
Културата на Турция обхващаща два континента, като наподобява обичаите и традициите, наследени от Османската империя, исляма, турските народи, дошли първоначално от азиатските степи, както и цивилизациите, народите и религиите, които ги предшестват в Анатолия, средиземноморския басейн, Близкия изток и Европа. Въпреки демографските катаклизми на ХХ век, съвременна Турция все още има, освен етническо турско мнозинство, малки остатъчни общности – арменци, гърци, както и значителни кюрдски и арабски малцинства.

## Турска кунхя
Турската кухня се развила през вековете и има корени в кулинарните традиции на номадските тюркски племена, които от своя страна са повлияни от гръцката, средиземноморска, балканска, арабска, кавказка кухня, както и забраните на някои храни в ислямa. Както в целия ислямски свят, Турция има специални разпоредби относно храната и нейното приготвяне – харам (забранено) и халал (разрешено).
Някои традиционни храни са гевреци, лахмаджун, гьозлеме и различни видове кебап.